# Curinga (Catanzaro)
Curinga é uma comuna italiana da região da Calábria, província de Catanzaro, com cerca de 6.642 habitantes. Estende-se por uma área de 51,47 km², tendo uma densidade populacional de 130 hab/km². Faz fronteira com Filadelfia (VV), Francavilla Angitola (VV), Jacurso, Lamezia Terme, Pizzo (VV), San Pietro a Maida.

## Demografia
| Variação demográfica do município entre 1861 e 2011                               |
|                                                                                   |
| Fonte: Istituto Nazionale di Statistica (ISTAT) - Elaboração gráfica da Wikipedia |